# Granados (Guatemala)
Granados è un comune del Guatemala facente parte del dipartimento di Baja Verapaz.
La città prende il nome dal generale Miguel García Granados, presidente del Guatemala dal 1871 al 1873.